# نکو کاپیلا
نکو کاپیلا (انگلیسی: Eneko Capilla؛ زادهٔ ۱۳ ژوئن ۱۹۹۵) بازیکن فوتبال اهل اسپانیا است.
از باشگاه‌هایی که در آن بازی کرده‌است می‌توان به باشگاه فوتبال آستراس تریپولی، باشگاه فوتبال نومانسیا، و باشگاه فوتبال رئال سوسیداد اشاره کرد.